# Elliðaá

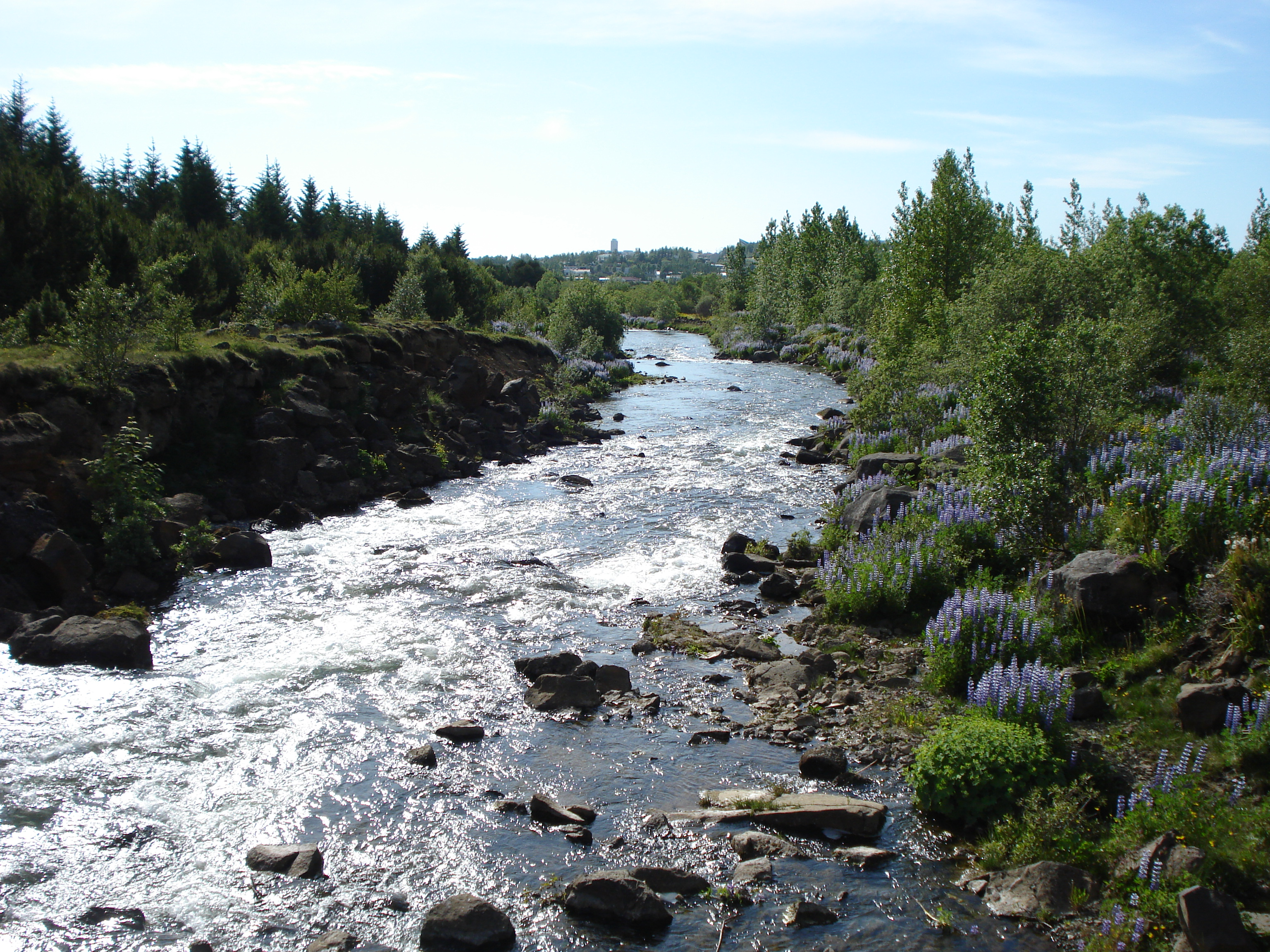
Veduta del fiume

Il fiume Elliðaá nasce nella zona sud-est dell'Islanda dall'incrocio di due ruscelli provenienti dalle pendici del vulcano Bláfjöll, che si incontrano nel lago Bláfjöll; il corso del fiume poi si sviluppa verso la capitale Reykjavík, per poi sfociare nell'Oceano Atlantico, più precisamente della baia di Elliðavogur.
Il bacino del fiume è composto da roccia e sedimenti lavici, dovuti all'esplosione più di 4500 anni fa del vulcano Bláfjöll.
Il fiume è meta di appassionati e sportivi della pesca al salmone, nonché di escursionisti e ornitologi per via della sua bellezza incontaminata: è infatti una riserva di molte specie di animali quali cigni, anatre (ne sono presenti ben otto specie), e oltre 60 tipologie diverse di uccelli.
Nel 1921 lungo il suo corso fu costruita una grande diga idroelettrica, che ha soddisfatto a lungo il fabbisogno elettrico della capitale.
Dall'inizio degli anni 1900 l'intera valle è sottoposta a un rimboschimento da parte delle autorità impiantando specie sempreverdi come pini, abeti e betulle.

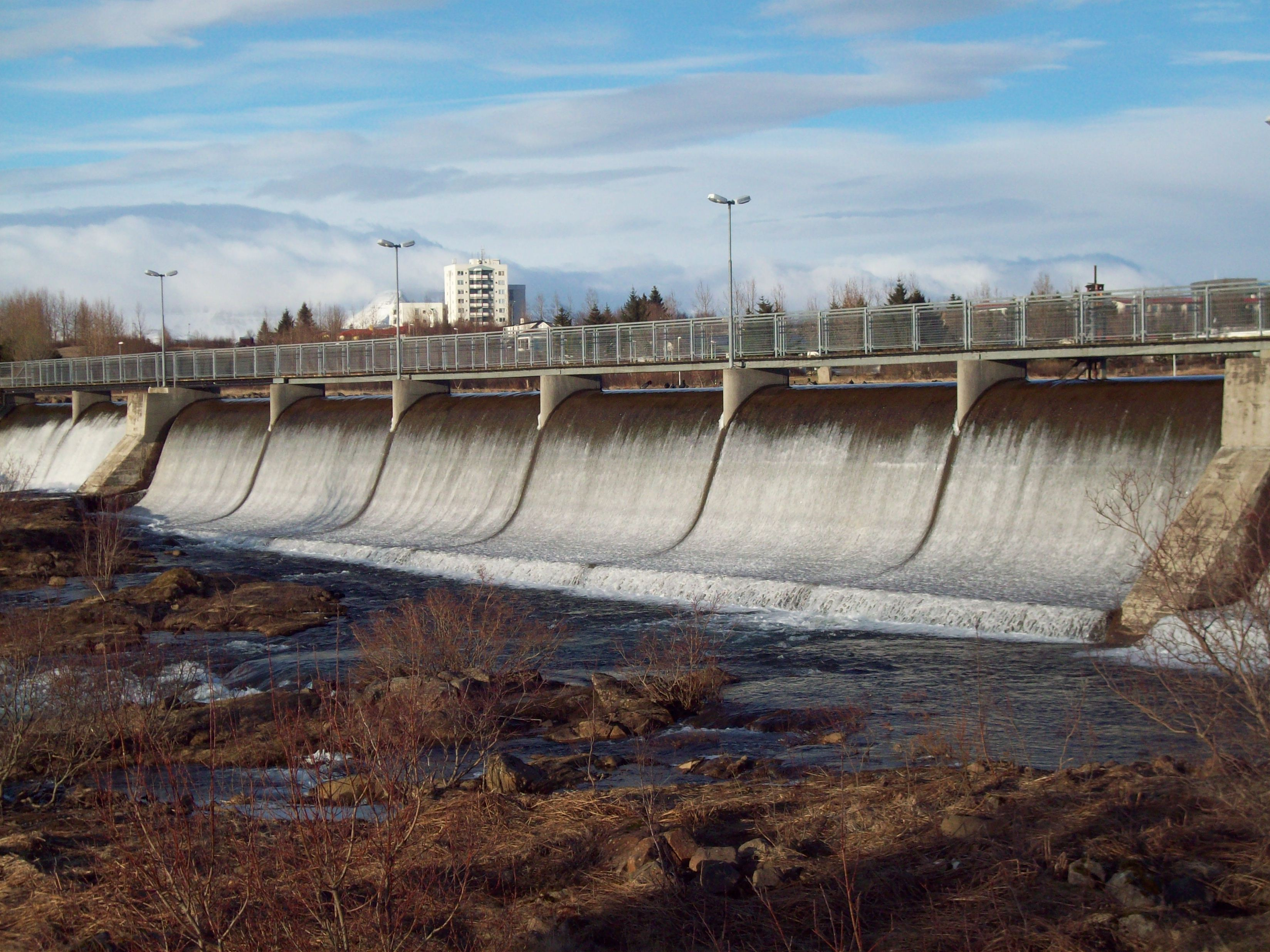
Diga idroelettrica